# Jim Doyle

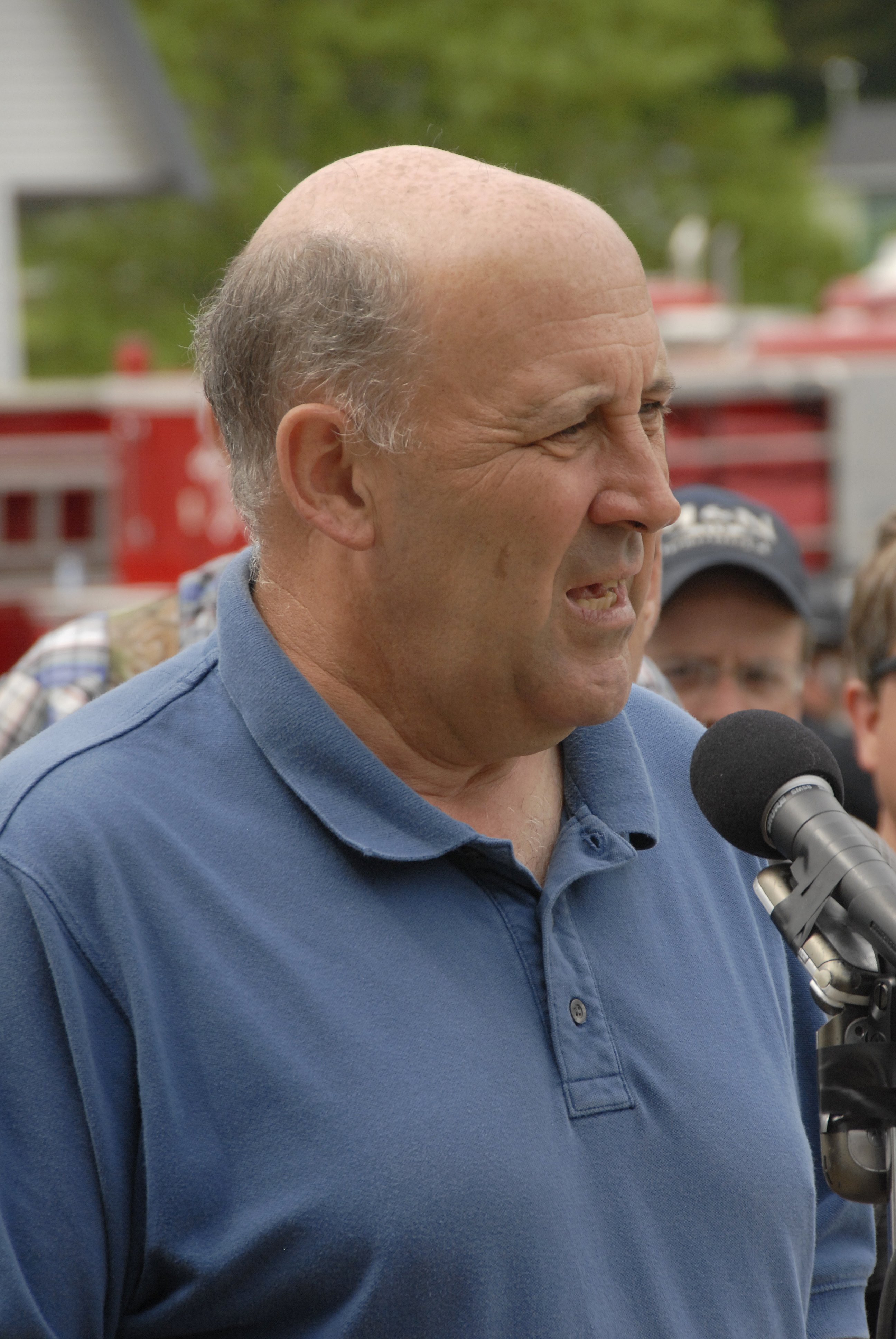
Jim Doyle (2008)

James Edward „Jim“ Doyle (* 23. November 1945 in Washington, D.C.) ist ein US-amerikanischer Politiker (Demokratische Partei). Er war von Januar 2003 bis Januar 2011 der 44. Gouverneur des Bundesstaates Wisconsin.

## Leben
Jim Doyle wuchs als Sohn von Ruth und James E. Doyle Sr. auf, die Mitbegründer der modernen Demokratischen Partei in Wisconsin waren. Sein Vater bewarb sich 1954 erfolglos um das Amt des Gouverneurs von Wisconsin und wurde dann 1965 als Bundesrichter berufen. Jim Doyle besuchte drei Jahre die Stanford University und kehrte nach Madison zurück, um dort an der University of Wisconsin zu studieren. Inspiriert durch John F. Kennedys Aufruf zum Ehrenamt arbeitete er als Lehrer einer Friedenstruppe in Afrika. Im Jahr 1972 promovierte Doyle an der juristischen Fakultät der Harvard University. Anschließend ging Doyle in das Navajo-Indianerreservat nach Chinle (Arizona). Dort war er als Bevollmächtigter in einem Büro der Bundesbehörden.
Doyle ist verheiratet mit Jessica Laird Doyle, der Nichte des ehemaligen republikanischen US-Verteidigungsministers Melvin R. Laird (1922–2016). Sie adoptierten die afro-amerikanischen Kinder Gus und Gabriel.

## Staatsanwalt
Nachdem Doyle 1975 nach Madison zurückgekehrt war, war er von 1977 bis 1982 Distriktstaatsanwalt. Danach unterhielt er dort eine Anwaltspraxis. Von 1990 bis 2002 war er Attorney General des Staates Wisconsin. In seiner Amtszeit ging er erfolgreich gegen einige Tabakkonzerne des Teilstaates vor.

## Gouverneur
Nachdem der damalige Gouverneur Tommy Thompson 2001 zum Gesundheitsminister der USA ernannt worden war, übernahm der Republikaner Scott McCallum das Amt, dem nach einer Wahl im Jahr 2003 Jim Doyle folgte. 2006 wurde Doyle als Gouverneur wiedergewählt, indem er sich gegen seinen republikanischen Herausforderer Mark Andrew Green durchsetzte. Er hätte im Jahr 2010 erneut kandidieren können, verzichtete aber darauf und schied daher am 3. Januar 2011 aus dem Amt. Sein Nachfolger wurde der Republikaner Scott Walker.